# Liste des agglomérations d'Amérique du Sud
Cet article présente la liste des agglomérations d'Amérique du Sud de plus de 2 millions d'habitants selon les données de l'ONU de 2018. Cette liste ne comprend donc pas les agglomérations du Mexique, d'Amérique Centrale et des Caraïbes.
On notera que les différents pays ne fournissant pas la même base statistique pour la définition des entités urbaines, il n'existe pas de liste homogène des agglomérations, et la liste de l'ONU n'y fait pas exception, utilisant tantôt les chiffres d'agglomération urbaine, tantôt ceux d'aire métropolitaine — voire ceux des communes.
Le site populationdata.net fournit une des aires métropolitaines, sans toutefois préciser ses sources et le mode de calcul de la population de ces aires.

## Liste des agglomérations les plus peuplées d'Amérique du Sud
|    | Agglomération    | Population | Année  | Pays      |
| -- | ---------------- | ---------- | ------ | --------- |
| 1  | Sao Paulo        | 21 650 000 | (2018) | Brésil    |
| 2  | Buenos Aires     | 14 967 000 | (2018) | Argentine |
| 3  | Rio de Janeiro   | 13 293 000 | (2018) | Brésil    |
| 4  | Bogota           | 10 574 000 | (2018) | Colombie  |
| 5  | Lima             | 10 391 000 | (2018) | Pérou     |
| 6  | Santiago         | 6 680 000  | (2018) | Chili     |
| 7  | Belo Horizonte   | 5 972 000  | (2018) | Brésil    |
| 8  | Brasilia         | 4 470 000  | (2018) | Brésil    |
| 9  | Porto Alegre     | 4 094 000  | (2018) | Brésil    |
| 10 | Recife           | 4 028 000  | (2018) | Brésil    |
| 11 | Fortaleza        | 3 977 000  | (2018) | Brésil    |
| 12 | Medellin         | 3 934 000  | (2018) | Colombie  |
| 13 | Salvador (Bahia) | 3 754 000  | (2018) | Brésil    |
| 14 | Curitiba         | 3 579 000  | (2018) | Brésil    |
| 15 | Asuncion         | 3 222 000  | (2018) | Paraguay  |
| 16 | Campinas         | 3 210 000  | (2018) | Brésil    |
| 17 | Caracas          | 2 935 000  | (2018) | Venezuela |
| 18 | Guayaquil        | 2 899 000  | (2018) | Équateur  |
| 19 | Cali             | 2 726 000  | (2018) | Colombie  |
| 20 | Goiânia          | 2 565 000  | (2018) | Brésil    |
| 21 | Belém            | 2 280 000  | (2018) | Brésil    |
| 22 | Barranquilla     | 2 218 000  | (2018) | Colombie  |
| 23 | Maracaibo        | 2 179 000  | (2018) | Venezuela |